# Tomasz Piętka
Tomasz Piętka, ps. „Antek”, „Anielak” (ur. 4 września 1898 w Stęgoszu, zm. 6 maja 1982) – polski dyplomata.

## Życiorys
Urodził się w wielodzietnej rodzinie Antoniego (ur. 1855) i Anieli z Rychlików (ur. 1858). Ukończył tylko szkołę podstawową. Wyemigrował do Francji i od 1921 był członkiem polskich organizacji emigracyjnych (Organizacja Pomocy Ojczyźnie, Pomoc Ludowa). W latach 1922–1927 pracował tam jako górnik. W latach 1927–1939 był malarzem i szklarzem we francuskim przedsiębiorstwie budowlanym.
Później był kierownikiem Konsulatu Polskiego w Paryżu. W 1944 został przewodniczącym Prezydium PKWN we Francji. Na wniosek I Zjazdu Emigracji Polskiej we Francji (z dnia 18 grudnia 1944) został dokooptowany do składy Krajowej Rady Narodowej. Reprezentował w niej Polską Partię Robotniczą. W 1945 wstąpił do Komunistycznej Partii Francji. Pracował też jako dyrektor wydawanego we Francji dziennika „Gazeta Polska”.
Został pierwszym w historii ambasadorem PRL w Demokratycznej Republice Wietnamu, 25 grudnia 1954 złożył listy uwierzytelniające prezydentowi Hồ Chí Minhowi.
Był trzykrotnie żonaty. Pierwszą żoną (od 1921) była Maria z Kałużnych (ur. 1896), z którą miał syna Stanisława, drugą - Antonina z Grabarków (1908–1981), z którą miał dwie córki, trzecią - Cecylia z Szymańskich (ur. 1910), z którą miał dwoje dzieci.
Zmarł 6 maja 1982. Pochowany na cmentarzu komunalnym w Szczawnie Zdroju (sektor B2-8-2).

## Ordery i odznaczenia
- Order Krzyża Grunwaldu III klasy (5 kwietnia 1946)[6]
- Krzyż Oficerski Orderu Odrodzenia Polski (19 lipca 1946)[7]
- Pamiątkowy Medal z okazji 40. rocznicy powstania Krajowej Rady Narodowej (1983)[8]